# Величка
 Тази статия е за селото в България.  За града в Полша вижте Величка (Полша).  
Величка е село в Североизточна България. То се намира в община Омуртаг, област Търговище.

## История
Районът е населен от предисторията, като находките сочат към културна група Караново. Археологическите обследвания разкриват селищна могила от халколита, с диаметър 120 м и височина 6 м, на 2 км северозападно от селото, на десния бряг на река Голяма Камчия. Върху нея са разкрити зидове от укрепление от III – V в. Върху площ от 80 дка южно от многослойното халколитно селище при Величка е възникнало и сателитно селище.